# Thierry Meyssan
Thierry Meyssan (Talence, 18 maggio 1957) è un giornalista e attivista politico francese.
Nato e cresciuto in una famiglia cattolica tradizionalista, ha fatto coming out dichiarandosi gay a circa vent'anni e da allora è stato un attivista per i diritti degli omosessuali. La sua notorietà la deve al suo controverso libro: L'Effroyable Imposture, in cui contesta la versione consolidata degli eventi degli attacchi terroristici dell'11 settembre, dando una lettura degli eventi in chiave marcatamente complottista. In seguito, ha pubblicato Pentagate, un libro in cui sostiene teorie cospirazioniste sull'attentato al Pentagono dell'11 settembre 2001. È anche l'autore di inchieste sulla destra estrema francese (specialmente sulle milizie del Front National, che sono oggetto di un'indagine parlamentare ed hanno causato una scissione del partito di estrema destra), così come sulla Chiesa cattolica (ad esempio sull'Opus Dei).

## Carriera
Nel 1994 Meyssan è diventato un membro dello staff del Partito Radicale di Sinistra, un'organizzazione politica di sinistra-centro e ha partecipato alla campagna elettorale di Bernard Tapie (elezioni europee del 1994) e di Christiane Taubira (2002, elezioni presidenziali). Sempre nello stesso anno, ha fondato Réseau Voltaire (rete Voltaire), un'associazione che afferma di promuovere la libertà di espressione e di pensiero, di cui è presidente.
Tra il 1996 e il 1999, ha lavorato come coordinatore sostitutivo del Comitato Nazionale di Sorveglianza contro l'estrema destra, che ha tenuto riunioni settimanali con i 45 principali partiti politici, sindacati ed associazioni, appartenenti all'ala della sinistra francese, per elaborare una risposta comune al clima di intolleranza crescente. Fra 1999 e 2002, Meyssan ha sostituito Emma Bonino alla guida del Coordinamento Radicale Antiproibizionista, un'organizzazione internazionale che mira a depenalizzare l'uso della droga come mezzo per tagliare alla radice gli introiti del crimine organizzato.

### Pubblicazione diL'Effroyable Imposture
Nel 2002, ha pubblicato L'Effroyable Imposture, un controverso volume sugli attacchi terroristici dell'undici settembre. Il libro, il cui titolo significa La spaventosa impostura, in cui Meyssan sostiene che tali attacchi siano stati organizzati da una fazione di ciò che lui chiama il complesso militare-industriale degli Stati Uniti per imporre un regime militare. Il libro, che immediatamente è diventato un best seller mondiale ed è stato tradotto in 27 lingue, è stato seguito da Pentagate, in cui sostiene che l'attacco contro il Pentagono non sia stato effettuato usando un aereo di linea commerciale, ma un missile.
A sostegno delle sue affermazioni, tuttavia, Meyssan ha portato una serie di elementi (le tracce mancanti del presunto carrello a discesa automatica, la dimensione del foro d'ingresso dell'aereo che ha impattato il Pentagono, la manipolazione delle dichiarazioni del giornalista Mike Walter, uno dei testimoni dell'impatto) rivelatisi poi inconsistenti.. Altri sostenitori delle tesi complottiste come Jim Hoffman hanno preso le distanze da Meyssan.
Meyssan ha iniziato una campagna alle Nazioni Unite per creare una commissione internazionale di ricerca per rovesciare il consenso generale raggiunto circa gli attacchi dell'11 settembre, ma non è stato capace di raggiungere il suo obiettivo. Il supporto alla sua proposta era limitato alla Lega Araba ed al Consiglio di Cooperazione del Golfo.

### Reazione negli Stati Uniti
Nel 2002, Thierry Meyssan è stato dichiarato persona non grata negli Stati Uniti dal Dipartimento della difesa statunitense. Secondo le statistiche rilasciate dal Department of Homeland Security nel mese di giugno del 2005, più di 3.000 documenti sono stati pubblicati nel mondo in favore o contro la tesi dichiarata da Thierry Meyssan. Nel luglio del 2005 il Dipartimento di Stato statunitense ha pubblicato un documento che dichiara Meyssan e la sua Rete Voltaire come fonti importanti di disinformazione anti-americana nel mondo.

### Attività successive
Approfittando della sua grande presenza sui media del mondo, Meyssan ha stigmatizzato le idee di Leo Strauss, Bernard Lewis e Samuel Huntington (la tesi dello scontro di civiltà), a favore di una auspicata unità oltre le divisioni filosofiche e religiose per resistere a ciò che chiama il progetto di supremazia globale degli Stati Uniti.
Nel novembre del 2005 Meyssan ha presieduto i colloqui di Axis for Peace 2005, conferenza che ha riunito oltre 130 partecipanti da 37 nazioni per discutere la situazione internazionale e invocare la mobilizzazione delle masse in favore del diritto internazionale, della pace nel mondo e contro le tendenze neoconservatrici.
Meissan pubblicò un articolo nel quale sosteneva che Nicolas Sarkozy sarebbe un agente della CIA e rappresenterebbe una radicale inversione della politica di De Gaulle che aveva caratterizzato la Francia per tutto il dopoguerra: autosufficienza energetica, sviluppo dell'atomica francese, indipendenza alle ex-colonie, neutralità militare, fuoriuscita dalla NATO.
Sotto la presidenza di Chirac, che pure era oggetto delle sue critiche politiche, il presidente gli aveva assicurato un'alta protezione da parte dei servizi segreti, equiparando un atto contro il suo delfino ad un attacco ostile alla Francia. La protezione gli è stata negata con l'avvento del governo Sarkozy, il rivale che Meyssan aveva definito su Roseau Voltaire come un agente segreto a libro paga della C.I.A. Nel settembre del 2007, Meyssan lascia la Francia, sostenendo di aver ricevuto avvertimenti per i quali sarebbe stato oggetto di operazioni dei servizi segreti francesi, in accordo con quelli statunitensi, volti alla sua eliminazione.
Tali accordi si sarebbero basati sul nuovo corso politico francese seguito alla elezione di Nicolas Sarkozy. La nuova dirigenza francese infatti, secondo Meyssan, determinava un netto cambiamento sui rapporti diplomatici tra Francia ed USA, fino ad allora critici a causa della politica portata avanti da Jacques Chirac, il quale, pur avendo dato sostegno all'invasione dell'Afghanistan del 2001 seguita agli attacchi dell'11 settembre, aveva contrastato l'invasione dell'Iraq del 2003.

### Altre teorie cospiratorie
Meyssan, inoltre, sostiene che negli attentati di Londra e di Madrid sia coinvolta la polizia, mentre il massacro di Beslan sia stato ideato e perpetrato dalla Central Intelligence Agency (CIA), in quanto ritiene che il capo dei terroristi, Šamil' Basaev, fosse una marionetta della CIA. Lo scopo del massacro di Beslan, afferma Meyssan, sarebbe un tentativo degli USA di guadagnare il controllo delle risorse del Mar Caspio.

## Opere tradotte in italiano
- L'incredibile menzogna. Nessun aereo è caduto sul Pentagono, Roma, Fandango, 2002. ISBN 88-87517-34-7.
- Il Pentagate. Altri documenti sull'11 settembre, Roma, Fandango, 2002. ISBN 88-87517-41-X.
- Sotto i nostri occhi. La grande menzogna della «Primavera araba». Dall’11 settembre a Donald Trump, Viareggio (LU), La Vela, 2018. ISBN 978-88-99661-29-8.